# Кинематограф Эстонии
Кинемато́граф Эсто́нии — киноискусство и киноиндустрия Эстонии.

## История

### В Российской империи
Первые киносеансы состоялись в Ревеле и Юрьеве в 1896 году. Аппаратура братьев Люмьер появилась в 1897 году, а с 1907 года начал работать стационарный кинотеатр в Ревеле.
Первые киносъёмки осуществлены в 1908 году в Ревеле и в 1910 — в Пернове, кинофирмами «Пате», «Гомон» и «Эклер». В 1912 году тартуский фотограф Иоханнес Пяэзуке открыл первую киностудию в Юрьеве (Estonia Film Tartus) и снял свой первый фильм. Он был документальным, смонтированным из кинохроники о посещении Ревеля шведским королём Густавом V. Следующий фильм, снятый в 1914 году Иоханнесом Пяэзуке, назывался «Охота на медведя в Пярнумаа» („Karujaht Pärnumaal“) и являлся сатирической комедией о немецких баронах.

### Эстонская республика

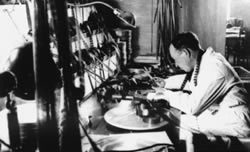
Константин Мярска на студии «Ээсти культуурфильм» в 1936 году

С именами таллинских фотографов братьями Йоханнесом и Пеэтером Парикас, Теодором и Константином Мярска связана деятельность кинофирмы «Эстония-фильм», работавшей с 1920 по 1932 гг. и выпускавшей хроники, учебные и рекламные фильмы, а также короткометражные игровые ленты.
Первый звуковой фильм «Золотой паук» снял в 1930 году Мярска, использовавший установки звукозаписи самодельной конструкции. В 1930-х гг. выпускались в основном культурфильмы и видовые фильмы, к концу десятилетия кинопроизводство сосредоточилось в студии «Ээсти культуурфильм», получавшей государственную дотацию.

### В советское время
В 1941 году, уже в ЭССР, студия «Ээсти культуурфильм» была национализирована и преобразована в «Эстонскую студию кинохроники» (Таллин). На ней начали сниматься фильмы в стиле социалистического реализма.
С 1944 года выпускается киножурнал «Советская Эстония». Здесь работали такие режиссёры как С. С. Школьников и В. Э. Томберг. Многие фильмы с эстонскими актёрами и эстонской драматургией ставились на «Ленфильме».
После Второй мировой войны была восстановлена Таллинская киностудия, переименованная в 1963 году в «Таллинфильм».
Снимались фильмы об эстонской истории — «Солнцеворот» (1968); этнографические фильмы, отображающие жизнь угро-финских народов — «За северным ветром» (1970) и «Ветры Млечного пути» (1977) — режиссёр Леннарт Мери; экранизации произведений эстонских классиков — «Новый нечистый из преисподней» (1964), «Школа господина Мауруса» (1976) по А. Таммсааре, «Что случилось с Андресом Лапетеусом» (1966) по П. Куусбергу, «Весна» (1969) по О. Лутсу; научно-фантастические фильмы — "Отель «У погибшего альпиниста» (1979), «Дознание пилота Пиркса» (1980). Одной из ведущих женщин-режиссёров была Лейда Лайус, снявшая фильмы «Хозяин Кырбоя» (Kõrboja peremees) (1979) и «Игры для детей школьного возраста» (Naerata ometi) (1985), получивший на Кинофестивале в Берлине приз ЮНИСЕФ.
Театральные актёры, принёсшие в киноискусство традиции — Юри Ярвет, Лембит Ульфсак, Эве Киви, Элле Кулль, Т. Карк, Aда Лундвер и М. Гаршнек (Халласте). Среди кинокомпозиторов известны Борис Кырвер, Арво Пярт, Яан Ряэтс, Эйно Тамберг, Bельо Тормис, Лембит Веэво, Лепо Сумера и др.
Возникновение кукольной мультипликации (плоской и объёмной), относится к концу 1950-х годов. Вначале она ставилась для детей, а впоследствии и для взрослых (как сатира). Популярность завоевали мультфильмы в постановке Эльберта Туганова (основателя студии «Нукуфильм»), Xейно Парса. В 1972 году появилась рисованная мультипликация под руководством художника Рейна Раамата.
Документальные фильмы составляли значительную часть эстонской кинематографии (в 1970-х гг. выпускалось до 15 лент в год).

### После восстановления независимости Эстонии
После распада СССР и восстановления независимости Эстонии кинематограф почти не спонсировался государством, вследствие чего он пришёл в упадок. Художественные фильмы тогда снимали редко, наиболее выдающийся «Эти старые любовные письма» („Need vanad armastuskirjad“) (1992) режиссёра Мати Пыльдре. В 1996 году Эстония выпустила всего два документальных фильма „Lipule… güüsile… valvel!“ и „Turvalisuse illusioon“. Кинотеатры быстро превратились в магазины и казино. В 1997 году был основан Эстонский кинофонд, который смог поддерживать производство пяти полнометражных картин в год.
В 1993 году студия мультипликации на «Таллинфильм» стала называться «Ээсти Йоонисфильм» (Eesti Joonisfilm), на которой работает наиболее признанный аниматор Эстонии Прийт Пярн. Особенность эстонской анимации — нервный, ультрасовременный дизайн, абсурдный, порой диковатый юмор, сложная образность.
Начиная с 1995 года проводится фестиваль «Тёмные ночи».
В 1997 Эстония выпустила пародийный фильм «Все мои Ленины» („Minu Leninid“) от Харди Волмер. В 1998 «Георгики» („Georgica“) режиссёра Сулева Кеэдуса выиграл приз ФИПРЕССИ на Международном Кинофестивале в Стокгольме, а на следующий год — Специальный приз Европа.
Самые коммерчески успешные эстонские фильмы «Имена в граните» („Nimed marmortahvlil“) 2002 года и комедия 2003 года «Vanad ja kobedad saavad jalad alla»; в Эстонии сборы каждого из этих фильмов превысили голливудский «Властелин колец: Две крепости» вместе с продажами дисков этого блокбастера.
«Бунт свиней» („Sigade revolutsioon“), снятый в 2004 году, выиграл Приз Серебряный Георгий на Московском кинофестивале, а также Гран-при Астуриас на Международном фестивале в Гийоне.
В 2007 году было снято 10 фильмов, наиболее выдающийся «Осенний бал» (эст. Sügisball) получил несколько наград. Известность также получил фильм «Класс» Ильмара Раага.
Среди недавних картин награждён призами фильм режиссёра Вейко Ыунпуу «Искушение святого Антония» (2009).
Действует киношкола, построенная по модели ВГИКа. Производство в среднем колеблется от 3 до 6 игровых фильмов в год. Количество кинотеатров — 49 шт., экранов — 74 шт. (2010). Доля эстонских фильмов — 2,03 % (2010).
2012 год объявлен столетним юбилеем эстонского кино. Фильм режиссёра Райнера Сарнета «Ноябрь» в 2018 году был выдвинут на соискание американской кинопремии Оскар.

## 10 лучших фильмов
В 2002 году было выделено 10 лучших фильмов по версии эстонских кинокритиков и журналистов.
- 1. Kevade (Весна, 1969), Арво Круусемент
- 2. Hullumeelsus (Безумие, 1968), Кальё Кииск
- 3. Ideaalmaastik (Что посеешь… 1980), Пеэтер Симм
- 4. Viimne reliikvia (Последняя реликвия, 1969), Григорий Кроманов
- 5. Georgica (Георгики, 1998), Сулев Кеэдус
- 6. Nipernaadi (Искатель приключений, 1983), Кальё Кииск
- 7. 'Hukkunud Alpinisti' hotell (Отель «У погибшего альпиниста», 1979), Григорий Кроманов
- 8. Naerata ometi (Игры для детей школьного возраста, 1985), Лейда Лайус, Арво Ихо
- 9. Põrgupõhja uus Vanapagan (Новый нечистый из преисподней, 1964), Григорий Кроманов, Юри Мююр
- 10. Tuulte pesa (Гнездо на ветру, 1979), Олав Неуланд